# Adam Sheybal
Adam Franciszek Sheybal (ur. 15 października 1894 w Białej Krakowskiej, zm. 12 grudnia 1965 w Gliwicach) – major lotnictwa Wojska Polskiego, artysta fotograf, uhonorowany tytułem Artiste FIAP (AFIAP). Członek rzeczywisty Okręgu Śląskiego Związku Polskich Artystów Fotografików. Członek współzałożyciel Gliwickiego Towarzystwa Fotograficznego.

## Życiorys
Urodził się w rodzinie Franciszka Ksawerego (ok. 1859–1928), pracownika administracji galicyjskiej, i Wilhelminy ze Skibińskich, pianistki. Był bratem Stanisława, animatora i twórcy działalności artystycznej oraz fotograficznej w Krzemieńcu, a także Anny Eugenii po mężu Pawlikowskiej, Marii po mężu Rajcy i Stefana. W dniach 17 i 18 lutego 1913 złożył egzamin dojrzałości w c. k. I Gimnazjum w Tarnowie.
3 maja 1926 roku został mianowany kapitanem ze starszeństwem z 1 lipca 1925 roku i 18. lokatą w korpusie oficerów aeronautyki. W 1928 roku pełnił służbę w Departamencie Aeronautyki Ministerstwa Spraw Wojskowych w Warszawie. W 1932 roku pozostawał w dyspozycji szefa Departamentu Aeronautyki MSWojsk.. W następnym roku, po ukończeniu I Kursu oficerów technicznych lotnictwa, został przeniesiony do Centrum Wyszkolenia Oficerów Lotnictwa w Dęblinie na stanowisko komendanta parku. 27 czerwca 1935 roku został mianowany majorem ze starszeństwem z 1 stycznia 1935 roku i 8. lokatą w korpusie oficerów aeronautyki. W 1937 roku, po utworzeniu korpusu oficerów lotnictwa, został zaliczony do grupy technicznej. W marcu 1939 roku pełnił służbę w 4 pułku lotniczym w Toruniu na stanowisku komendanta 2 portu bazy lotniczej w Bydgoszczy. W czasie kampanii wrześniowej 1939 roku był komendantem Bazy Lotniczej nr 4.
W 1932 roku był współautorem (z Henrykiem Wojciechowskim) wystawy fotografii artystycznej w Warszawie oraz współautorem zdjęć do „Almanachu fotografiki polskiej” - wydanym w tym samym roku. Od 1933 roku był członkiem Warszawskiego Towarzystwa Fotograficznego. Po zakończeniu II wojny światowej - od 1946 roku mieszkał w Gliwicach, gdzie był jednym z animatorów działalności fotograficznej. W 1951 roku był współzałożycielem gliwickiego oddziału Polskiego Towarzystwa Fotograficznego, przekształconego (w roku 1961) w Gliwickie Towarzystwo Fotograficzne. W 1957 roku został członkiem grupy fotograficznej „Gliwice”.   
W 1956 roku został członkiem kandydatem; w 1958 roku został członkiem rzeczywistym Okręgu Śląskiego Związku Polskich Artystów Fotografików. Szczególne miejsce w twórczości Adama Sheybala zajmowała socrealistyczna fotografia reporterska.   
Adam Sheybal jest autorem i współautorem wielu wystaw fotograficznych; indywidualnych, zbiorowych, poplenerowych, pokonkursowych. Brał aktywny udział w Międzynarodowych Salonach Fotograficznych, organizowanych (m.in.) pod patronatem FIAP, zdobywając wiele medali, nagród, wyróżnień, dyplomów, listów gratulacyjnych. Pokłosiem udziału w Międzynarodowych Salonach Fotograficznych (pod patronatem FIAP) było przyznanie mu tytułu honorowego Artiste FIAP (AFIAP) - nadanego przez Międzynarodową Federację Sztuki Fotograficznej FIAP, obecnie z siedzibą w Luksemburgu.
Od 29 kwietnia 1924 był mężem Marii z Neumannów (1900–1991), z którą miał syna Andrzeja (1927–2017).
Zmarł 12 grudnia 1965 i został pochowany na Centralnym Cmentarzu Komunalnym w Gliwicach (sektor K12-3-4).

## Ordery i odznaczenia
- Srebrny Krzyż Zasługi (10 listopada 1928)[24][25]